# Maximum Ride
Maximum Ride ist eine bisher neunteilige Fantasy-Roman-Reihe des US-amerikanischen Autors James Patterson. Der erste Band (Das Pandora-Projekt) erschien am 11. April 2005 in den USA. Die Bücher handeln von den sechs Kindern Max, Fang, Iggy, Nudge, Gasi und Angel (der „Schwarm“), die in einem Labor, das „Schule“ genannt wird, aufwuchsen und dort schreckliche Experimente über sich ergehen lassen mussten, bis sie von dem „Weißkittel“ (Bezeichnung des Schwarms für die Wissenschaftler) Jeb Batchelder befreit wurden. Sie sind zu 98 % menschlich und zu 2 % Vögel, weshalb sie Flügel und eine veränderte Anatomie besitzen. In den ersten drei Büchern, Das Pandora-Projekt, Der Zerberus-Faktor und Der Prometheus-Code, die bisher in Deutschland erschienen sind, ist der Schwarm die meiste Zeit auf der Flucht vor den „Erasern“ – von den Wissenschaftlern der Schule geschaffene Wesen, die halb Mensch, halb Wolf sind – welche sie zur Schule zurückbringen und töten wollen. In Buch vier kämpfen die Kinder hauptsächlich gegen die globale Erwärmung, in Buch fünf geht es um die Rettung von Max’ Mutter Dr. Martinez und den Kampf gegen die Umweltverschmutzung, Buch sechs handelt von der Rettung Fangs. Die Bücher sind unterteilt in die „Flüchtlingsbücher“ (1–3) und die „Beschützerbücher“ (4–7). Außerdem gibt es einige Ähnlichkeiten zu zwei weiteren Werken Pattersons: Der Tag an dem der Wind dich trägt und Das Ikarus-Gen. In den USA erschien das siebte Buch Angel: A Maximum Ride Novel am 14. Februar 2011 und James Patterson kündigte an, dass der achte und letzte Band 2012 in die amerikanischen Läden kommen soll.

## Inhalt

### Das Pandora-Projekt
Im ersten Buch geht es hauptsächlich um die Rettung Angels, das jüngste Schwarmmitglied. Die Kinder waren sicher in ihrem Haus in den Bergen Colorados, bis eine Gruppe Eraser (grausame und blutrünstige Mensch-Wolf-Hybride) auftauchten und Angel entführte. Um sie zu befreien, muss der Schwarm zur gefürchteten „Schule“ zurückkehren, einem Ort voller schrecklicher Erinnerungen aus ihrer Kindheit. Schockiert finden sie heraus, dass Jeb Batchelder, der gutherzige Mann, der auf sie aufgepasst hatte, seit er sie vier Jahre vor Beginn der Erzählung aus ihrem Gefängnis befreite und zwei Jahre später plötzlich verschwunden war, woraufhin sie ihn für tot gehalten hatten, als böse Figur auf der Seite ihrer Feinde zurückgekehrt und sein siebenjähriger Sohn Ari in einen Eraser verwandelt worden war. Max, Fang und Nudge machen sich auf nach Kalifornien, um Angel zu befreien, Iggy und der Gasmann bleiben auf Max’ Anordnung widerwillig in Colorado, allerdings schmieden die beiden Pläne, wie sie sich gegen angreifende Eraser schützen können. Auf ihrem Weg zur „Schule“ sieht Max aus der Luft, wie ein junges Mädchen von drei Kerlen bedroht wird und kann nicht anders, als ihr zu helfen. Sie macht mit Fang und Nudge einen Treffpunkt aus und trennt sich von ihnen. Zwar gelingt es ihr, dem Mädchen namens Ella die Flucht zu ermöglichen, allerdings wird sie von einem der Jungen angeschossen und an Arm und Flügel verletzt. Sie irrt durch den Wald und entdeckt völlig erschöpft per Zufall das Haus der geretteten Ella. Sie spricht sie an und wird sofort von ihr und ihrer Mutter Dr. Valencia Martinez aufgenommen. Da Dr. Martinez Tierärztin ist, beginnt sie sofort, Max’ Wunden zu versorgen, wobei sie ihre Flügel entdeckt, darauf allerdings zwar verwundert aber keineswegs abgeschreckt reagiert. Sie und ihre Tochter bieten Max an, die Nacht bei ihnen zu verbringen, was diese annimmt, da sie einsieht, dass es keine andere Möglichkeit gibt. Die Tierärztin nimmt das verletzte Vogelkind am nächsten Tag mit in ihre Klinik um ein Röntgenbild ihres Arms und des Flügels zu machen. Dabei entdeckt sie einen kleinen Chip in Max’ Arm, den sie schon zu haben scheint, seit sie ganz klein ist, weswegen er auch nicht mehr operativ zu entfernen ist, ohne dabei ein zu hohes Risiko einzugehen. Währenddessen haben Nudge und Fang sich in der kleinen Höhle am Lake Mead einquartiert, die mit Max als Treffpunkt ausgemacht war. Dort nistet eine Gruppe Habichte, bei denen sie sich einige Flugtechniken abschauen können. Als die beiden am nächsten Tag auf dem Dach eines Fastfood-Restaurants zu Mittag essen, entdeckt Nudge ein Straßenschild mit der Aufschrift Tipisco, ein Ort, der in ihrer Akte aus der Schule als einziger Anhaltspunkt auf ihre Herkunft angegeben war. Sie macht sich auf den Weg dorthin, da sie die Hoffnung hegt, ihre Eltern zu finden. Obwohl er es für eine schlechte Idee hält, begleitet Fang sie aus Sorge um ihre Sicherheit. In einer Trailersiedlung in Tipisco sehen die beiden eine schwarze Frau, möglicherweise Nudges Mutter, die sie unfreundlich anpöbelt. Kurz darauf werden sie von Ari überrascht und flüchten nach einem kleinen Kampf zurück zu ihrer Höhle bei den Habichten. Zur gleichen Zeit stellen Iggy und Gasi den Erasern in ihrem Zuhause in Colorado verschiedene Fallen, müssen am Ende jedoch von dort fliehen und treffen nach einiger Zeit auf Nudge und Fang. Unterdessen verabschiedet sich Max schweren Herzens von Ella und Valencia Martinez und fliegt zurück zum Rest des Schwarms. Nach der Wiedervereinigung machen sich die fünf wieder auf den Weg, um ihre Kleinste zu retten. Nachdem sie es in einem harten Kampf geschafft haben, Angel aus der Schule zu befreien, flüchtet der Schwarm nach New York City, wo sie das „Institut für Höheres Leben“ finden, eine Niederlassung der Schule. Sie brechen ein, hacken den Computer und finden einen Ordner, in dem steht, woher sie kommen. Davon abgesehen gelingt es ihnen, eine ganze Gruppe von Experimenten aus ihren Käfigen in dem Institut zu befreien. Bei ihrer Flucht werden sie jedoch von Ari abgefangen. Max stellt sich ihm in den Weg, während der Rest des Schwarms gemeinsam mit den geretteten Experimenten zum Ausgang flieht. Im Handgemenge bricht Max Ari versehentlich das Genick und tötet ihn. Im zweiten Buch kommt er jedoch wieder vor, da Jeb ihn auf unbekannte Weise wiederbelebt hat. Nach ihrer erfolgreichen Flucht macht der Schwarm sich auf, ihre leiblichen Eltern zu finden.

### Der Zerberus-Faktor
Nachdem sie Angel gerettet, Daten über ihre Herkunft gefunden, Ari getötet und einen schwarzen Scottish Terrier namens Total in ihre Gruppe aufgenommen haben, beginnt das zweite Buch, in dem der Schwarm nach ihren richtigen Eltern sucht. Max ist immer noch aufgewühlt von dem rätselhaften Zuruf von Jeb, nachdem sie Ari umgebracht hatte: „Er war mein Sohn! Du hast deinen eigenen Bruder getötet!“ Auf ihrem Weg begegnet der Schwarm einer Gruppe fliegender Eraser mit angebastelten Flügeln, einer verbesserten Version der ursprünglichen Wolfsmenschen, zu der auch der wiederbelebte Ari gehört. In dem Kampf gegen sie wird Fang lebensgefährlich verletzt und es führt kein Weg daran vorbei, dass er im Krankenhaus behandelt werden muss. Dort spenden Max und Iggy ihm insgesamt eineinhalb Liter Blut und er kann gerettet werden. Natürlich kommt während der Untersuchungen heraus, dass die Kinder allesamt Mutanten sind und das verständigte FBI befragt sie. Doch sie tun alle so, als hätten sie weder Jeb, noch die Eraser je gesehen und hätten keine Ahnung von einem Labor, das „Schule“ genannt wird. Die FBI-Agentin Anne Walker bietet ihnen an, sie bei sich im Haus aufzunehmen, solange Fang verletzt und nicht reisefähig ist, was sie schließlich aus Alternativenmangel auch annehmen. Anne wird in der Zeit, die der Schwarm bei ihr verbringt immer mehr zu einer Mutterfigur für die Kinder und ermöglicht ihnen ein fast ganz normales Leben. Sie meldet sie sogar in einer öffentlichen Schule an, mit echten Lehrern, Unterricht und Mitschülern. Max wird schwer eifersüchtig, als sie Fang sieht, wie er seine hübsche Klassenkameradin Lissa küsst, die Max immer nur das „rothaarige Wunder“ nennt. Doch auch sie „verliebt“ sich: in ihren Verehrer Sam aus ihrer Englischklasse (Anführungszeichen, da weder Fang noch Max wirklich verliebt in Lissa bzw. Sam waren, sondern die ganze Zeit eigentlich nur Gefühle füreinander hatten). Sie trifft sich mit ihm und küsst ihn am Ende ihres Dates. Und als wäre das noch nicht genug, stellt sich heraus, dass Hund Total sprechen kann und, dass Fang und Max Iggys leibliche Eltern ausfindig machen können, woraufhin dieser den Schwarm verlässt. Doch all die Personen, die den Schwarm während ihres „normalen“ Lebens umgaben, waren nicht die, die sie zu sein schienen. Der unfreundliche Schuldirektor arbeitet in Wahrheit für das Institut für Höheres Leben und stellt den Kindern in der Schule eine Falle. Sie können entkommen und fliegen zurück zu Annes Haus, wo jedoch schon Jeb inklusive Ari und weiteren Weißkitteln aufgetaucht ist und sich herausstellt, dass Anne die ganze Zeit zu ihnen gehört hatte. Während sie fliehen, stößt Iggy wieder zu ihnen, da seine Eltern ihn zu einer Zirkusattraktion machen wollten, als er ihnen beichtete, dass er Flügel hat, woraufhin er durchbrannte und sich wieder dem Schwarm anschließt. Später wird Max gekidnappt und durch einen Klon (im Buch als „die andere Max“ bezeichnet) ersetzt, der zwar genau wie sie aussieht, aber ein komplett anderes Wesen besitzt und nicht genügend Wissen über das Handeln der echten Max in gewissen Situationen und den Schwarm hat, weshalb zumindest Fang und Angel von Anfang an wussten, dass es nicht „ihre“ Max war, was sie jedoch für sich behalten. Die echte Max kann sich währenddessen aus ihrem Gefängnis befreien und es kommt zum Kampf zwischen ihr und ihrem Klon, an dessen Ende sie siegt.

### Der Prometheus-Code
Im dritten Buch steht Max die Aufgabe bevor, die Welt vor der Firma Itex (das Unternehmen hinter der „Schule“) und deren bösen Direktorin zu retten, die alle rekombinanten Spezien auslöschen und die Erdbevölkerung um die Hälfte reduzieren wollen, wobei alle „nutzlosen“ Menschen, die irgendeine Schwäche haben, beseitigt werden. Während all das passiert, versucht Fang, Max davon zu überzeugen, dass sie einen Ort finden müssen, an dem sie für immer bleiben können, um all ihre Probleme zu vergessen, und küsst sie – es wird dem Leser endgültig klar, dass er sie liebt. Nach einigen einschneidenden Erlebnissen während eines erneuten Aufenthalts in der Schule hat Max angenommen, dass Ari ihr Bruder ist. Sie entwickeln sogar beinahe so etwas wie eine Freundschaft, nachdem Ari ihr erzählt, dass er ein in nicht allzu ferner Zukunft liegendes „Verfallsdatum“ auf seinem Hals besitzt. Alle Eraser seien getötet und durch Roboter (der Schwarm gibt ihnen den Spitznamen „Blechkerle“) ersetzt worden, nur ihn hätte man verschont, da er Jebs Sohn ist und nun noch bis zu jenem Datum in seinem Nacken leben darf. Sie bietet ihm sogar an, dem Schwarm beizutreten, woraufhin Fang, der Ari nicht verzeihen kann bzw. will, dass dieser ihn schon zwei Mal fast totprügelte, im Streit mit Maximum die Gruppe verlässt, Iggy und Gasi begleiten ihn. Das Buch wird nun abwechselnd aus zwei Sichten erzählt: Die der Mädchen und Ari, die nach Europa reisen, um ihre Mission fortzusetzen, und die der drei Jungen, die versuchen, unter allen Kindern weltweit möglichst viele Verbündete im Kampf gegen die Schule zu finden.

## Adaption

### Comic
Die Koreanerin NaRae Lee zeichnete zur Romanreihe einen Comic im Manga-Stil, der seit Juli 2008 im Magazin Yen Plus des Verlags Yen Press erscheint. Die Kapitel erschienen in bisher sechs Bänden in Deutschland: Im Februar 2010 der erste, der zweite folgte im April, der dritte Januar 2011. Der vierte Band erschien in den USA im April 2011 und der fünfte im selben Jahr. Alle deutschen Fassungen brachte der Verlag Tokyopop heraus. Band zwei war mehrere Wochen auf der Manga-Bestsellerliste der New York Times.

### Verfilmung
Im September 2007 wurde die Produktion eines Films basierend auf den Maximum Ride-Romanen angekündigt. Autor James Patterson sollte der ausführende Produzent sein, Avi Arad und Steven Paul sollten ebenfalls produzieren. Am 7. August 2008 wurde bekannt, dass Columbia Pictures die Bildrechte erworben hat und der Film wurde für Anfang 2013 angekündigt. Catherine Hardwicke sollte Regie führen, während Don Payne (Fantastic Four: Rise of the Silver Surfer) das Skript verfasste. Im Januar 2010 wurde bekanntgegeben, dass der Film in Vorproduktion ginge, als Regisseurin Hardwicke eine Überarbeitung des Skripts verlangte, da sie mehr Action einbauen wollte und verzögerte die Premiere bis frühestens Mitte 2013. 2014 wurde die Produktion schließlich eingestellt und stattdessen eine Webserie angekündigt.
Am 29. September 2016 erschien eine Verfilmung von Maximum Ride als Video on Demand. Diese stammt von einem anderen Team als der früher angekündigte Film.